# Newton College
Newton College es un colegio peruano-británico privado mixto ubicado en el distrito de La Molina, en la ciudad de Lima, capital del Perú. 

## Historia
Fue fundado en 1979 por Stanley J. Moulden, su primer director, con el propósito de ofrecer una educación moderna, humanista y tecnológica, en combinación con excelencia académica, adecuada formación del carácter y un sentido amplio de servicio a la comunidad. Fue creado bajo una perspectiva británica, pero con una filosofía internacional.  Es un colegio bilingüe, donde se enseña tanto inglés como español, aunque la mayor parte de las clases son en inglés.  El estudio del idioma francés es obligatorio desde sexto Grado hasta Form I, y es opcional a partir de Form II.
Su currículo está basado en los principales programas del PEP (Programa de los Años Primarios), PAI (Programa de los Años Intermedios), del IGCSE (Certificado General Internacional de Educación Secundaria) y Programa del Diploma del Bachillerato Internacional, el cual empieza en Form V y concluye en Form VI, posponiendo así por un año el ingreso a la universidad.  Newton College fue el primer colegio en el Perú en ofrecer el programa de estudios del Bachillerato Internacional.
Newton College está ubicado en un campus de 11 hectáreas, junto a una laguna en el distrito de La Molina. Las instalaciones incluyen un teatro, un moderno centro deportivo, campos de deportes, una piscina al aire libre y otra piscina techada, un comedor, modernos laboratorio de computación y de ciencias.
Adicionalmente, el colegio cuenta con su propio centro de estudios "Sachavacayoc" situado en Tambopata, Madre de Dios, donde los alumnos van a realizar investigaciones de campo y toman clases de Geografía y Biología. 
El colegio ha recibido en más de una ocasión el premio "Empresa Peruana del Año" en la categoría escolar. En 2006, el periódico británico The Guardian lo clasificó como uno de los mejores colegios con plan de estudios británico internacionalmente.
El colegio tiene una población estudiantil aproximada de 1.580 alumnos.

## El Sistema de Houses
Siguiendo el modelo británico, Newton está organizado en cuatro Houses o Casas, que compiten a lo largo del año en actividades académicas, culturales y deportivas como fútbol, vóley, rugby, natación, ajedrez y matemáticas, entre otras, para ganar el Escudo del Colegio. Los cuatro houses son
- Lancaster
- York
- Tudor
- Windsor